# نموذج فسيفسائي مائع
النموذج الفسيفسائي المائع (أو النموذج الفسيفسائي السائل) هو نموذج صُمِّم ليشرح ملاحظات متنوعة حول بنية وآلية عمل مكونات الغشاء الخلوي. يُشير هذا النموذج إلى أن غشاء الخلية يتكون من ليبيد ثنائي الطبقة، ينغرس في هذه الطبقة بعض أنواع البروتينات. تزود هذه الطبقة الثنائية الغشاء الخلوي بالمرونة، واللزوجة، والميوعة اللازمة له. تحتوي أيضاً على الفوسفوليبيد وعلى بعض الكربوهيدرات (السكريات) والتي يمكن أن تكون ملتصقة على البروتين فيصبح إسمهما معاً "بروتين سكري" وعندما تكون ملتصقة على الليبيد يُصبح إسمهما "ليبيد سكري".
هذا النموذج، والذي تم ابتكاره من قبل العالِمين SJ Singer و GL Nicolson في عام 1972، يَصف غشاء الخلية على أنه شكل سائلي ثنائي الأبعاد (Two-dimensional liquid) والذي بدوره يقوم بالحد من عملية إنتشار المكونات التي يتكون منها الغشاء. يصف هذا النموذج أيضاً ميزات مهمة متعلقة بالعديد من العمليات الخلوية، مثل: تأشير الخلية، الاستماتة، الانقسام الخلوي، والإندماج الخلوي.
لقد تطور هذا النموذج إلى حد ما بمرور الوقت، ولكنه لا يزال يفسر بنية ووظائف الأغشية الخلوية كما يتم فهمها الآن. في الإصدارات الحديثة من النموذج، تم التركيز على أدوار المجالات والنطاقات الغشائية الديناميكية والمتحركة والمتخصصة، مثل الطوافات الدهنية ومعقدات البروتين والبروتين السكري وشبكات الهيكل الخلوي وهياكل النسيج خارج الخلية المرتبطة بالغشاء التي تحدّ من الانتشار الجانبي ونطاق الحركة، كما تم التركيز بشكل أكبر على الطبيعة الفسيفسائية للبنية الكلية للأغشية الخلوية حيث تكون العديد من مكونات البروتين والليبيد محدودة في حركتها الدورانية والجانبية على مستوى الغشاء.
يصف النموذج الفسيفسائي المائع بنية غشاء البلازما على أنها بمثابة فسيفساء للمكونات الأساسية التي يتألف منها - بما في ذلك الفوسفوليبيدات والكوليسترول والبروتينات والكربوهيدرات - التي تعطي الغشاء طابعًا مائعًا. تتراوح سماكة أغشية البلازما من 5 إلى 10 نانومتر. من أجل المقارنة، تكون خلايا الدم الحمراء البشرية، عندما ترى تحت المجهر الضوئي، بعرض 8 ميكرومتر تقريبًا، أو ما يقرب من 1000 مرة أوسع من غشاء البلازما الخلوي. تختلف نسب البروتينات والليبيدات والكربوهيدرات في غشاء البلازما باختلاف نوع الخلية. على سبيل المثال، يحتوي غشاء الميالين على 18٪ بروتين و 76٪ ليبيد. في المقابل، يحتوي الغشاء الداخلي للميتوكوندريا على 76٪ بروتين و 24٪ ليبيد. حالياً، يُعتبر النموذج الفسيفسائي المائع أكثر نماذج الغشاء الخلوي قبولاً.

## البنية الكيميائية
كيميائياً، يتألف الغشاء الخلوي من أربع عناصر مهمة: فوسفوليبيد، بروتينات، كربوهيدرات، كولسترول.

### الفوسفوليبيد
يعتبر الفوسفوليبيد المُكون والعنصر الأساسي الأول للغشاء الخلوي. الفوسفوليبدات هي عبارة عن جزيئات ليبيدية مزدوجة الألفة. إن المناطق المحبة للماء لهذه الجزيئات تكون قطبية، ولذلك فهي تكون على اتصال بالبيئات المائية للخلية (حيث تتواجد السوائل) من الجانب الداخلي والخارجي للخلية. في المقابل، تميل الجزيئات الكارهة للماء إلى أن تكون غير قطبية.
الفوسفوليبيد هو ليبيد يحتوي على مجموعة فوسفات. يتألف من رأس محب للماء وذيل كاره للماء. الفوسفوليبيد هو في الأساس ثلاثي الغليسريد ولكن يتم استبدال أحد الأحماض الدهنية بمجموعة فوسفات من نوع ما. يتكون كل فوسفوليبيد من اثنين من الأحماض الدهنية ومجموعة الفوسفات وجزيء الجلسرين (يسمى أيضا الجليسرول). يحتوي رأس الفوسفوليبيد عادة على جزيء الجلسيرين ومجموعة فوسفات سالبة، يكون هذا الرأس محب للماء. تتكون ذيول الفوسفوليبيد عادة من حمضين دهنيين اثنين طويلين، وتكون كارهة للماء.
عندما يصطف عدد كبير من الفوسفوليبيدات، فإنها تشكل طبقة مزدوجة مميزة لجميع أغشية الخلايا، تسمى الليبيد ثنائي الطبقة. الرأس المحب للماء لجزيء الفوسفوليبيد قابل للذوبان بسهولة في الماء. قي المقابل، سلاسل الأحماض الدهنية الطويلة للفسفوليبيد غير قطبية وبالتالي تتجنب الماء بسبب عدم قابليتها للذوبان. في الماء، تشكل الفوسفوليبيدات تلقائيًا طبقة مزدوجة تسمى الليبيد ثنائي الطبقة حيث يتم وضع الذيول الكارهة للماء من جزيئات الفوسفوليبيد بين طبقتين من الرؤوس المحبة للماء. بهذه الطريقة، تكون رؤوس الجزيئات معرضة للماء فقط، في حين أن الذيول الكارهة للماء تكون معزولة عن الماء وتتفاعل فقط مع بعضها البعض. الطبقة الثنائية المؤلفة من الفوسفوليبيد على كل جانب منها تلعب دوراً هاماً في أغشية الخلايا.
تعمل هذه الطبقة كحاجز لمرور الجزيئات والأيونات داخل وخارج الخلية. إحدى الوظائف المهمة لغشاء الخلية هي السماح بالمرور الانتقائي لمواد معينة داخل وخارج الخلايا. ويتحقق ذلك من خلال دمج جزيئات البروتين المختلفة في طبقة الليبيد الثنائية ومن خلالها. تشكل هذه البروتينات قنوات تستطيع من خلالها أيونات وجزيئات معينة التحرك. تحتوي العديد من بروتينات الغشاء أيضًا على الكربوهيدرات المرفقة على السطح الخارجي لطبقة الليبيد، مما يسمح لها بتكوين روابط هيدروجينية مع الماء.

### البروتينات
تشكل البروتينات المكون الرئيسي الثاني لأغشية البلازما. تتوضع الأحماض الأمينية لبروتينات الغشاء وفقًا للقطبية: الأحماض الأمينية المحبة للماء تكون قطبية، ولذلك فهي تكون على اتصال بالبيئات المائية للخلية (حيث تتواجد السوائل) من الجانب الداخلي والخارجي للخلية. في المقابل، تميل الجزيئات الكارهة للماء إلى أن تكون غير قطبية، ولذلك فهي تتجنب البيئات المائية وتكون منغرسة عبر الطبقة الثنائية.
1)ترتبط الأحماض الأمينية غير القطبية (كارهة للماء) مباشرة مع طبقة الليبيد الثنائية.
2) توجد الأحماض الأمينية القطبية (المحبة للماء) داخليًا وتواجه البيئات المائية للخلية. تكون البروتينات الغشائية إما متصلة بشكل دائم أو مؤقت بالغشاء.
1) ترتبط البروتينات الغشائية المدمجة بشكل دائم وعادة ما تكون عبر الغشاء (تمتد عبر الطبقة الثنائية).
2) ترتبط البروتينات الغشائية المحيطية مؤقتًا بالتفاعلات غير التساهمية وترتبط بسطح واحد من الغشاء.
فيما يخص وظائفها، تؤدي بروتينات الغشاء مجموعة متنوعة من الوظائف الحيوية لبقاء الكائنات الحية: 1) تعمل بعض البروتينات كمستقبلات للغشاء، حيث تقوم بترحيل الإشارات بين البيئات الداخلية والخارجية للخلية. 2) تسمح بعض البروتينات الغشائية الجزيئات والأيونات بالمرور عبر الغشاء. تُسمى هذه البروتينات بالبروتينات الغشائية الناقلة. 3) تساهم بعض البروتينات الغشائية يعملية التصاق الخلايا والتعرف على بعضها البعض والتفاعل. 4) الإنزيمات - تثبيت الأغشية يحدّد مسارات التمثيل الغذائي (الاستقلاب/الأيض).

### الكربوهيدرات
الكربوهيدرات هي العنصر الرئيسي الثالث في أغشية البلازما. توجد دائمًا على السطح الخارجي للخلايا وترتبط إما بالبروتينات (لتشكيل البروتينات السكرية) أو بالليبيدات (لتشكيل الليبيدات السكرية).

### الكوليسترول
الكوليسترول هو أحد مكونات أغشية الخلايا الحيوانية، حيث يعمل على الحفاظ على السلامة والاستقرار الديناميكي والميكانيكي للغشاء. يكون غائب في الخلايا النباتية، حيث أن أغشية البلازما النباتية تكون محاطة ومدعومة بجدار خلوي صلب مصنوع من السليلوز.
عندما تكون درجات الحرارة منخفضة، يقوم الكوليسترول بزيادة ميوعة الغشاء، لكي يمنع الغشاء من أن يصبح جافاً وقاسياً. يقوم بذلك عن طريق منع اكتظاظ وتكوم الفوسفوليبدات. هذه الخاصية تُمكن الخلايا من البقاء على قيد الحياة في البيئات الباردة. فضلاً عن ذلك، إن تفاعل الكوليسترول مع ذيول الفوسفوليبدات يساعد على استقرار الخلايا في درجات الحرارة العالية، حيث أنه يمنع الغشاء من أن يصبح ذو ميوعة مفرطة. الكوليسترول هو جزيء مزدوج الألفة (مثل الفوسفوليبيد، بمعنى أنه يحتوي على مناطق محبة للماء ومناطق أخرى كارهة للماء). تكون مجموعة هيدروكسيل الكوليسترول (-OH) محبة للماء وتتوافق مع رؤوس الفوسفات للفوسفوليبيدات. ما تبقى من الجزيء (حلقة الستيرويد والذيل الهيدروكربوني) يكون كاره للماء ويرتبط بذيول الفوسفوليبيد. يتفاعل الكوليسترول مع ذيول الأحماض الدهنية من الفوسفوليبيد لتوسيط خصائص الغشاء (الحفاظ على الميوعة والليونة واللزوجة المناسبة للغشاء مثلاً): يعمل الكوليسترول على تثبيت السطح الخارجي للغشاء، مما يقلل من الميوعة فهو يجعل الغشاء أقل نفاذية للجزيئات الصغيرة جدًا القابلة للذوبان في الماء والتي كانت ستتعبر بحرية، وهو يعمل على فصل ذيول الفوسفوليبيد، وبالتالي منع تبلور الغشاء. يساعد على تأمين البروتينات الغشائية المحيطية عن طريق تكوين أطواف دهنية عالية الكثافة قادرة على تثبيت البروتين.
يساعد الكوليسترول على الاستقرار الميكانيكي للغشاء أيضاً، وبدونه يمكن أن تنفجر الخلية. مناطق الكوليسترول الكارهة للماء تساهم أيضاً في منع الأيونات والجزيئات القطبية من المرور عبر الغشاء. هذه الخاصية مهمة للغاية خاصةً لغمد الميالين المحيط بالخلايا العصبية، لأن تسرب الأيونات في هذه الخلايا يمكن أن يسبب تباطؤ النبض العصبي.

## الأدلة التجريبية
تم تحديد خاصية الميوعة للأغشية البيولوجية الوظيفية (ميوعة الأغشية) من خلال تجارب التوسيم، ودراسة البلورات بالأشعة السينية، والمسعرعية. أوضحت هذه الدراسات أن بروتينات الغشاء المدمجة تنتشر بمعدلات تتأثر بلزوجة الطبقة الثنائية الليبيد التي تكون منغرسة فيها، كما أثبتت أيضاً أن الجزيئات الموجودة في غشاء الخلية تكون ديناميكية وليست ثابتة.
تضمنت النماذج السابقة للأغشية البيولوجية نموذج غشاء وحدة روبرتسون ونموذج دافسون ودانيلي الثلاثي الطبقات. وصفت هذه النماذج الغشاء الخلوي على أنه مؤلف من الليبيد الثنائي الطبقة وأن كلا سطحي هذه الطبقة مغطى بالبروتينات الكُرَيْوِيّة، والتي تُغطي السحطين الخارجيين لهذه الطبقة فقط من غير أن تمتد عبرها أو تنغرس فيها. لم تكن هذه النماذج مدعومة جيدًا بالميكروسكوب والبيانات الديناميكية الحرارية، ولم تتضمن أدلة على خصائص الغشاء الديناميكي.
تم تنفيذ تجربة مهمة قدمت أدلة تدعم نظرية الميوعة والحيوية الديناميكية للأغشية البيولوجية من قبل Frye و Edidin. استخدم هذان العالمان فيروس Sendai لإجبار الخلايا البشرية والفأرية على الاندماج وتشكيل متغاير النواى. باستخدام التلوين المناعي (Immunostaining) تمكنوا من إثبات أن البروتينات البشرية والفأرية ظلت معزولة لفصل متغاير النوى إلى نصفين بعد وقت قصير من اندماج الخلية.  ومع ذلك، انتشرت البروتينات في نهاية المطاف، وبمرور الوقت اختفت الحدود بين نصفي متغاير النوى. أدى خفض درجة الحرارة إلى إبطاء معدل هذا الانتشار عن طريق التسبب في انتقال الفوسفوليبيد من المرحلة المائعة إلى المرحلة الهلامية. قام سينغر ونيكلسون بتلخيص نتائج هذه التجارب في النموذج الفسيفسائي المائع. يشرح النموذج الفسيفسائي المائع التغيرات في بنية وسلوك أغشية الخلايا تحت درجات حرارة مختلفة، بالإضافة إلى ارتباط بروتينات الغشاء بالأغشية. في حين كان لدى Singer و Nicolson أدلة كبيرة مستمدة من تجارب فرعية متعددة لدعم نموذجهم، فإن التطورات الحديثة في المجهر الفلوري وعلم الأحياء البنيوي أثبتت صحة طبيعة الميوعة والديناميكية لأغشية الخلايا، وأن البروتينات لا يمكن أن تكون متواجدة فقط على السطحين الخارجيين للطبقة الثنائية لغشاء، وإنما يجب أن ينغرس بعضهم عبرها. وهذا تم شرحه وتلخيصه في النموذج الفسيفسائي المائع.

## تاريخ
.1895 - إيرنست أوفرنت (Ernest Overton) إفترض أن الغشاء الخلوي مصنوع من ليبيدات.
. 1925- العالمان إيفرت غورتو (Evert Gorter) و فرانسوا غرينديل (François Grendel) وَجَدَاْ أن أغشية خلايا الدم الحمراء تتشكل من خلال طبقة دهنية ثخانتها تساوي تقريباً سُمْك جزيئين، فأدّى ذلك إلى فهم طبيعة الطبقة الثنائية الدهون للغشاء الخلوي بشكل أوضح.
. 1935- أشار كلا العالِمان هيو دافسون (Hugh Davson)و جيمس دانيللي (James Danielli) إلى أن الأغشية الدهنية تتألف من بروتينات وليبيدات مع هياكل شبه مسامية تسمح بنفاذية محددة لجزيئات معينة. بعد ذلك، إقترح كلاهما نموذج لغشاء الخلية، يتكون من طبقة دهنية محاطة بطبقات بروتينية في كلا طرفيها.
.1957- قام j. ديفيد روبيرتسون( j.David Robertson) ، بناءً على دراسات أُجريت بواسطة المجهر الإلكتروني، بتأسيس فرضية “Unit Membrane Hypothesis”. تنص هذه الفرضية على أن جميع الأغشية في الخلايا، مثل البلازما وأغشية العضيّات الأخرى، تمتلك نفس البنية: طبقة ثنائية من الفوسفوليبيد (الدهون الفسفورية) مع وجود بروتينات على كلا جانبيها.
. 1972- أخيراً، إقترح كل من SJ Singer و GL Nicolson النموذج الفسيفسائي المائع كشرح للبيانات والأدلة السابقة التي تخص البنية والديناميكية الحرارية لغشاء الخلايا.